# 팔레스타인 위임통치령 내전
팔레스타인 위임통치령 내전(civil war in Mandatory Palestine)은 제1차 중동전쟁의 제1단계다.
1947년 11월 29일 유엔 총회에서 팔레스타인 분할안을 결의한 바로 다음날, 누구도 이 결의안을 수용하지 못하면서 전쟁이 터졌다. 이슈브(유대인 정착민)와 팔레스타인 아랍인들이 서로 죽고 죽이는 내전을 벌이는 가운데, 치안군인 영국군은 철수하느라 급급하여 거의 개입하지 못했다.
1948년 5월 14일 영국 위임통치 기간이 만료되자 이스라엘은 즉시 건국을 선언하였고(이스라엘 독립 선언서), 이에 주변 아랍 국가들(이집트, 트란스요르단, 이라크, 시리아)이 이스라엘을 공격함으로써 제1차 중동전쟁이 본격화된다(1948년 아랍-이스라엘 전쟁).

## 같이 보기
- 팔레스타인 위임통치령